# Пушматаха

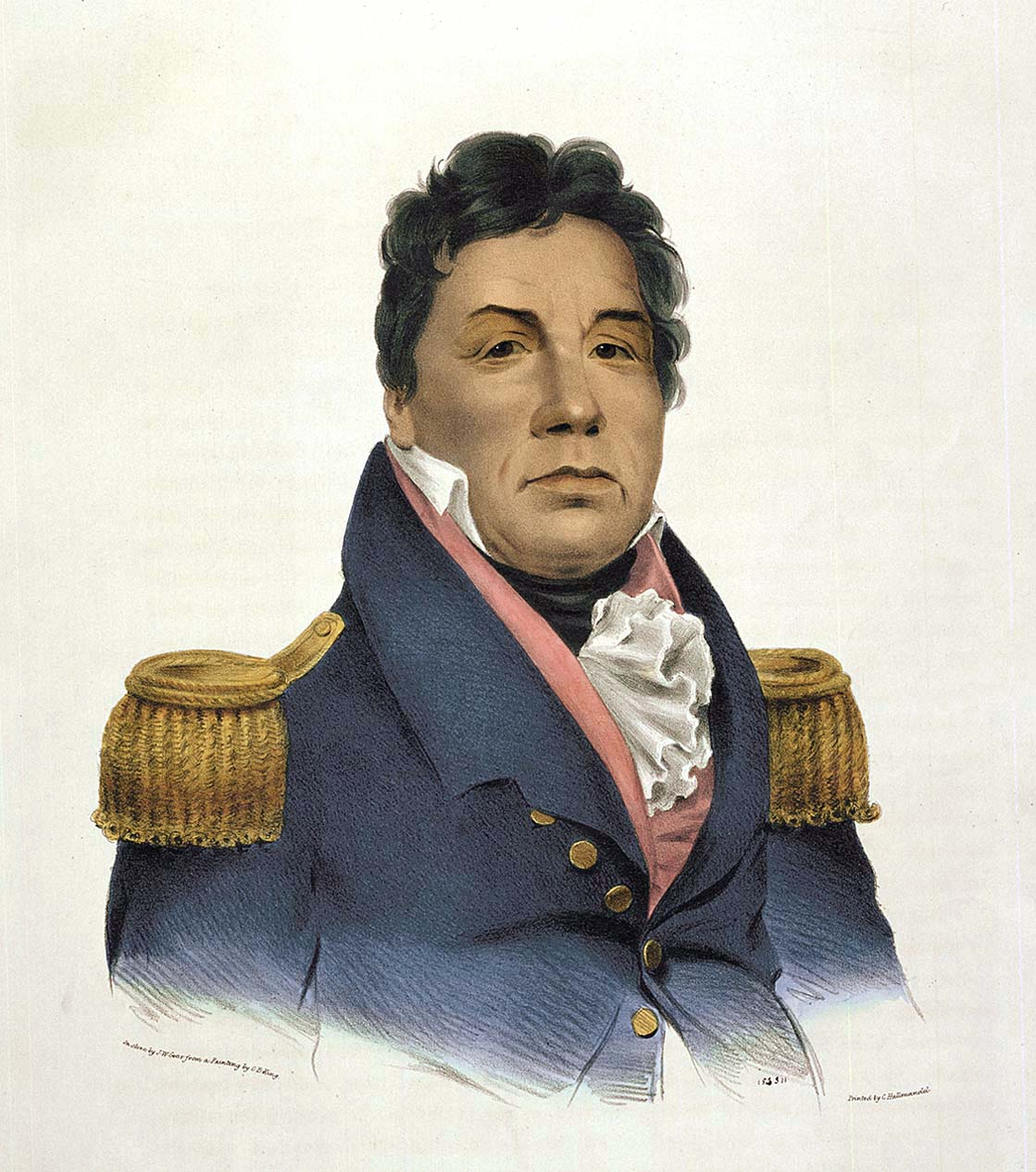
Пушматаха (портрет, художник Чарльз Бёрд Кинг)

Пушматаха (англ. Pushmataha, Pooshawattaha, Pooshamallaha, Poosha Matthaw; ок. 1764, Мейкон, округ Ноксуби, Миссисипи — 24 декабря 1824, Вашингтон) — так называемый «индейский генерал», вождь племени чокто, американский военачальник и дипломат.

## Биография
В возрасте 13 лет Пушматаха принял участие в войне против Конфедерации криков.
Пушматаха участвовал в Англо-американской войне 1812 г. на стороне США, во главе своего племени. Он отверг предложение великого вождя Текумсе о сотрудничестве с британцами и переходе на их сторону. Позднее вёл переговоры, результатом которых стало заключение нескольких выгодных для США договоров.

В 1824 г. Пушматаха прибыл в Вашингтон для переговоров о прекращении изъятия земель, принадлежавших народу чокто. Он встречался с президентом Джеймсом Монро, военным министром Джоном Кэлхуном, а также с французским ветераном Американской войны за независимость — маркизом Лафайетом. В разговоре с Кэлхуном Пушматаха напомнил о продолжительном союзе США с народом чокто. 
Я могу сказать, и не солгу, что ни один чокто не направит свой лук против Соединённых Штатов… Наша нация уже столько отдала этой стране, что у нас совсем мало чего осталось. Мы встревожены.
 — сказал Пушматаха.
Его встревоженность имела вполне серьёзные основания. Вскоре вождь умер от вирусного крупа (накануне его посетил Эндрю Джексон). Пушматаха был похоронен с воинскими почестями на Кладбище Конгресса в Вашингтоне. Цель же, поставленная им, не была достигнута. В 1830—1831 гг. чокто и другие «цивилизованные индейцы» были депортированы из юго-восточных штатов на вновь учреждённую Индейскую территорию (будущий штат Оклахома). Путь, пройденный ими, получил название Дороги слёз.